# UAE Pro League
De Liga van de Verenigde Arabische Emiraten (VAE Liga; Arabisch: دوري المحترفين الإماراتي) is de hoogste voetbalcompetitie van de Verenigde Arabische Emiraten. De competitie werd in 1973 opgericht en er nemen veertien clubs aan deel.
De Liga is een van de sterkere competities binnen de AFC, de voetbalbond van Azië. De landskampioen kwalificeert zich rechtstreeks voor de groepsfase van de AFC Champions League. De nummers twee en drie kwalificeren zich voor de voorrondes van de AFC Champions League. De succesvolste club is Al Ain FC met veertien titels.

## Kampioenschappen per club
| Titels | Club                                  |
| ------ | ------------------------------------- |
| 14     | Al Ain FC                             |
| 8      | Al-Wasl Club, Al-Ahli FC              |
| 6      | Sharjah SC                            |
| 4      | Al-Wahda FC                           |
| 3      | Al-Jazira Club, Al-Nasr SC, Al Shabab |

## Bekende spelers
Bekende spelers die in de Liga hebben gespeeld of nog steeds spelen zijn onder andere:
Ajman Club · Al Ain FC · Al Dhafra SCC · Al-Fujairah SC · Al-Ittihad Kalba SC  · Al-Jazira Club · Al-Nasr SC · Al-Wahda FC · Al-Wasl Club · Baniyas SC · Dibba Al-Fujairah Club · Emirates Club · Shabab Al-Ahli Club · Sharjah SC
1973/74 ·
1974/75 ·
1975/76 ·
1976/77 ·
1977/78 ·
1978/79 ·
1979/70 ·
1980/81 ·
1981/82 ·
1982/83 ·
1983/84 ·
1984/85 ·
1985/86 ·
1986/87 ·
1987/88 ·
1988/89 ·
1989/90 ·
1990/91 ·
1991/92 ·
1992/93 ·
1993/94 ·
1994/95 ·
1995/96 ·
1996/97 ·
1997/98 ·
1998/99 ·
1999/00 ·
2000/01 ·
2001/02 ·
2002/03 ·
2003/04 ·
2004/05 ·
2005/06 ·
2006/07 ·
2007/08 ·
2008/09 ·
2009/10 ·
2010/11 ·
2011/12 ·
2012/13 ·
2013/14 ·
2014/15 ·
2015/16 ·
2016/17 ·
2017/18 ·
2018/19 ·
2019/20 ·
2020/21 ·
2021/22